# Tell Me Your Wish (Genie)
Tell Me Your Wish (Genie) (Hangul: 소원을 말해봐; Sowoneul Malhaebwa) is de tweede ep van de Zuid-Koreaanse meidengroep Girls' Generation. Het album werd op 29 juni 2009 uitgebracht door S.M. Entertainment.

## Voorgeschiedenis
De ep werd uitgebracht op 29 juni 2009. De eerste winst met hun lead-single "Sowoneul Malhaebwa (Genie)" werd behaald op 10 juli 2009 tijdens KBS's Music Bank, de tweede bij SBS's Inkigayo op 12 juli 2009. De promoties voor het album eindigden in augustus 2009.

## Commerciële prestaties
Het album bleek een succes te zijn toen het op de online hitlijsten van onder andere MelOn en Mnet bovenaan stond. Het album werd in de eerste week meer dan 50.000 keer verkocht, bijna het dubbele van het aantal verkochte exemplaren van Girls' Generation's vorige album, Gee, nog nooit eerder behaald door een Koreaanse meisjesband. In 2010 werd bekend dat het album al ruim 200.000 keer was verkocht.

## Single
Eind juni 2009 maakte S.M. Entertainment bekend dat Girls' Generation een comeback zou maken met een nieuwe single met een "Marine Girl"-concept; "Sowoneul Malhaebwa" werd digitaal uitgebracht op 22 juni 2009. 
Het eerste optreden was op 26 juni 2009 bij KBS Music Bank. Binnen enkele dagen stond het nummer in de top 10 van de meeste hitlijsten.

## Productie
Het album bestaat uit zes nummers inclusief de lead-single met dezelfde titel. De enige single van het album, "Tell Me Your Wish (Genie)" is een electropopnummer uit het eurodance-genre, daar het door de Deense muziekproducent Dsign Music was geproduceerd, oorspronkelijk onder de naam "I Just Wanna Dance", maar dit was later veranderd en werden er Koreaanse teksten aan toegevoegd. "Girlfriend" is een nummer in jaren 80 discostijl, terwijl "Boyfriend" een dance-pop liedje is met electro-elementen. "My Child" is een nummer in de gospel/klassieke stijl met een door een piano gespeeld intro. "One Year Later" is een ballad duet nummer, gezongen door Jessica en Onew.

## Nummers
| 1.                 | Tell Me Your Wish (Genie) (소원을 말해봐 (지니); Sowoneul Malhaebwa (Jini)) | Yoo Young-jini                     | Anne Judith Wik, Robin Jensen, Ronny Svendsen, Nermin Harambasic, Fridolin Nordsø, Yoo Young-jin | 3:50 |
| 2.                 | Etude (에뛰드; Ettwideu)                                                    | Hwang Sung Je (BJJMusic), Yoo Jeni | Hwang Sung Je (BJJMusic)                                                                         | 3:13 |
| 3.                 | Girlfriend (여자친구; Yeojachingu)                                          | Kim Jung Bae                       | Kenzie                                                                                           | 3:19 |
| 4.                 | Boyfriend (남자친구; Namjachingu)                                           | Kim Ji Hoo                         | Carsten Lindberg, Joachim Svares                                                                 | 3:50 |
| 5.                 | My Child (동화; Donghwa)                                                    | Hwang Sung Je (BJJMusic), Yoo Jeni | Hwang Sung Je (BJJMusic)                                                                         | 3:36 |
| 6.                 | One Year Later (Jessica en Onew)                                            | Kim Jin Hwan                       | Kim Jin Hwan                                                                                     | 4:01 |
| Totale duur: 21:52 |                                                                             |                                    |                                                                                                  |      |